# Lijst van personages uit Harry Potter
Dit is een lijst van personages uit Harry Potter, de boekenreeks over tovenaarsleerling Harry Potter van J.K. Rowling.

## Zweinstein

### Leerlingen

#### Griffoendor
- Eelco Abeel
- Belinda Broom
- Katja Bell
- Simon Filister
- Hermelien Griffel
- Angelique Jansen
- Leo Jordaan
- Lia
- Rick Cools
- Dennis Krauwel
- Kasper Krauwel
- Marcel Lubbermans
- Parvati Patil
- Olivier Plank
- Jimmy Postelijn
- Harry Potter
- Alicia Spinet
- Magnus Stoker
- Daan Tomas
- Fred & George Wemel
- Ginny Wemel
- Percy Wemel
- Ron Wemel

#### Huffelpuf
- Hannah Albedil
- Suzanne Bonkel
- Joost Flets-Frimel
- Carlo Kannewasser
- Ernst Marsman
- Zacharias Smid

#### Ravenklauw
- Terry Bootsman
- Cho Chang
- Robbie Davids
- Marina Elsdonk
- Anton Goldstein
- Patricia Hazelaar
- Michel Kriek
- Loena Leeflang
- Padma Patil

#### Zwadderich
- Margriet Bullemans
- Vincent Korzel
- Karel Kwast
- Draco Malfidus
- Theodoor Noot
- Patty Park
- Benno Zabini

### Leraren
- Minerva Anderling
- Filius Banning
- Clothilde Bingel
- Firenze
- Rubeus Hagrid
- Madame Hooch
- Professor Kist
- Bartolomeus Krenck Jr. (als Alastor Dolleman)
- Quirinus Krinkel
- Remus Lupos
- Dorothea Omber
- Aurora Sinistra
- Hildebrand Slakhoorn
- Gladianus Smalhart
- Severus Sneep
- Pomona Stronk
- Wilhelmina Varicosus
- Sybilla Zwamdrift
- Bathsheba Babling
- Septima Vector
- Alecto Kragge
- Amycus Kragge
- Wilco Draaisma

### Geesten
- De Bloederige Baron
- De Dikke Monnik
- Foppe de Klopgeest
- De Grijze Dame
- Haast Onthoofde Henk
- Jammerende Jenny
- Professor Kist

### Oprichters
- Goderic Griffoendor
- Helga Huffelpuf
- Rowena Ravenklauw
- Zalazar Zwadderich

### Schoolhoofden
- Firminus Nigellus Zwarts
- Dina Deuvekater
- Everhard
- Armando Wafelaar
- Albus Perkamentus
- Minerva Anderling
- Dorothea Omber
- Severus Sneep

### Overige personages Zweinstein
- Dikke dame
- De heer Palagon
- Beatrijs
- Argus Vilder

## Orde van de Feniks
- Minerva Anderling
- Diederik Deemster
- Dedalus Diggel
- Alastor Dolleman
- Rubeus Hagrid
- Hecuba Jacobs
- Levenius Lorrebos
- Frank Lubbermans
- Lies Lubbermans
- Remus Lupos
- Albus Perkamentus
- Desiderius Perkamentus
- Peter Pippeling
- James Potter
- Lily Potter
- Fabian Protser
- Gideon Protser
- Severus Sneep
- Nymphadora Tonks
- Emmeline Vonk
- Arthur Wemel
- Bill Wemel
- Charlie Wemel
- Molly Wemel
- Romeo Wolkenveldt
- Severijn Zonderland
- Sirius Zwarts

## Strijders van Perkamentus
- Hannah Albedil
- Katja Bell
- Suzanne Bonkel
- Terry Bootsman
- Belinda Broom
- Cho Chang
- Marina Elsdonk
- Simon Filister
- Joost Flets-Frimel
- Anton Goldstein
- Hermelien Griffel
- Angelique Jansen
- Leo Jordaan
- Dennis Krauwel
- Kasper Krauwel
- Michel Kriek
- Loena Leeflang
- Marcel Lubbermans
- Ernst Marsman
- Padma Patil
- Parvati Patil
- Harry Potter
- Zacharias Smid
- Alicia Spinet
- Daan Thomas
- Lisa Turpijn
- Fred Wemel
- George Wemel
- Ginny Wemel
- Ron Wemel
- Nigel Wespurt

## Duistere Tovenaars
- Gellert Grindelwald
- Voldemort

### Dooddoeners
- Arduin
- Waldemar Bijlhout
- Bellatrix van Detta
- Rabastan van Detta
- Rodolphus van Detta
- Antonin Dolochov
- Grafblom
- Jeegers
- Jekers
- Igor Karkarov
- Korzel Sr.
- Alecto Kragge
- Amycus Kragge
- Bartolomeus Krenck Jr.
- Krodde
- Kwast Sr.
- Draco Malfidus
- Lucius Malfidus
- Narcissa Malfidus
- Noot
- Peter Pippeling
- Augustus Ravenwoud
- Edwin Roselier
- Schoorvoet
- Severus Sneep
- Totelaer
- Fenrir Vaalhaar
- Walter Vleeschhouwer
- Zagrijn
- Regulus Zwarts

## Ministerie van Toverkunst
- Albert Rigeur
- Arthur Wemel
- Augustus Ravenwoud
- Barend Kannewasser
- Bartolomeus Krenck Sr.
- Berta Kriel
- Dorothea Omber
- Edwin Roselier
- Jeegers
- Lucius Malfidus
- Ludo Bazuyn
- Mafalda Russula
- Placidus Pais
- Roelof Malkander
- Maria Elizabeth Dubbelveers

### Ministers van Toverkunst
- Cornelis Droebel
- Ulick Grondel
- Rufus Schobbejak
- Damocles Bijlhout
- Romeo Wolkenveldt
- Perseus Park
- Pius Dikkers
- Hermelien Griffel

### Schouwers
- Alastor Dolleman
- Jan Donders
- Hecuba Jacobs
- Frank Lubbermans
- Lies Lubbermans
- Rufus Schobbejak
- Nymphadora Tops
- Romeo Wolkenveldt

## Families

### De Wemels
- Arthur + Molly
  - Charlie
  - Bill + Fleur Delacour
    - Victoire
    - Domenique
    - Louis

  - Percy + Audrey
    - Molly Jr.
    - Lucy

  - George + Angelique Jansen
    - Fred Jr.
    - Roxanne

  - Fred
  - Ron + Hermelien Griffel
    - Roos
    - Hugo

  - Ginny + Harry Potter

### De Potters
- Ignotus Prosper + *?
- Linerd stincedome Potteren + *? *?+ *?
- ? + *Illohanna Prosper
- Romelio Potter *- *Hardwin Potter + *?
- Fleamont Potter+*?
- Henry Potter + *?
- Mark Evers + *? *Euphemia Juttumis + *Fleamont Potter
- Lily + James
  - Harry + Ginny Wemel
    - James Sirius
    - Albus Severus
    - Lily Loena

## Dreuzels

### Dreuzels
- Frank Braam
- Dirk Duffeling
- Herman Duffeling
- Margot Duffeling
- Petunia Duffeling
- Pieter Pulking

### Snullen
- Merope Mergel
- Arabella Vaals
- Argus Vilder

## Fabeldierenenmagische wezens
- Aragog
- Ban
- Dobby
- Egidius
- Felix de Feniks
- Firenze
- Goornik
- Grijphaak
- Groemp
- Hedwig
- Hompy
- Knijster
- Knikkebeen
- Koekeroekus
- Magorian
- Mosag
- Muil
- Nagini
- Norberta
- Pluisje
- Scheurbek
- Schurfie
- Winky

## Overige personages
- Mathilda Belladonna
- Goof Blikscha
- Gabrielle Delacour
- Florian Fanielje
- Nicolaas Flamel
- Viktor Kruml
- Xenofilus Leeflang
- Levenius Lorrebos
- Olympe Mallemour
- Asmodom Mergel
- Merope Mergel
- Morfin Mergel
- Olivander
- Ellen Prins
- Rita Pulpers
- Madame Rosmerta
- Orchidea Smid
- Stavlov
- Ariana Perkamentus
- Sjaak Stuurman
- Andromeda Tops
- Arabella Vaals
- Marten Vilijn Sr.
- De Witte Wieven